# Josef Čepelka
Josef Čepelka (* 13. února 1975 Praha) je český herec, syn Miloně Čepelky z Divadla Járy Cimrmana.

## Divadelní angažmá

### Klicperovo divadlo
Od divadelní sezóny 1996/1997 je členem uměleckého souboru královéhradeckého Klicperova divadla. Zde vystupuje v dvojroli Clarence a Edwarda v dramatu Richard III. od Williama Shakespeara upraveném Davidem Drábkem, jako Soused ve hře Čtyřlístek!, Tělegin ve hře Strýček Váňa, Muž v adaptaci románu Velký Gatsby, Kantor, Feldwebel, Policista a Úředník v adaptaci Tří kamarádů, Dr. Richardson ve hře Prolomit vlny či jako Dav a Figuranti ve hře Jedlíci čokolády od Davida Drábka.

### Divadlo Járy Cimrmana
Po úmrtí Ladislava Smoljaka (2010) vystupuje též v roli policejního praktikanta Hlaváčka ve hře Vražda v salonním coupé uváděné pražským Divadlem Járy Cimrmana. V návaznosti na účinkování v tomto souboru se objevil ve filmu Štace Miloně Čepelky a v minisérii Stopy Járy Cimrmana.
V roce 2022 se zúčastnil rozhlasové besedy nazvané Děti cimrmanologů v Radiocafé vysílané Českým rozhlasem Radiožurnál.
V roce 2023 zdědil po svém otci trojroli Emilky Najbrtové, Jenny Suk a Andulky Šafářové ve hře Švestka.